# Konstanty Damrot
Konstanty Damrot (niem. Constantin Damroth) ps. Czesław Lubiński (ur. 13 września 1841 w Lublińcu, zm. 5 marca 1895 w Pilchowicach k. Gliwic) – duchowny katolicki, poeta, pisarz i działacz górnośląski.

## Życiorys
Urodził się w wielodzietnej rodzinie chłopskiej w Lublińcu jako syn Konstantego oraz Karoliny z domu Jüttner. O jego edukację zadbał krewny, ks. Juliusz Jüttner, który umieścił go w sierocińcu przy katolickim seminarium nauczycielskim w Paradyżu (obecna nazwa tej miejscowości: Gościkowo). Damrot zdał maturę w 1862 w gimnazjum w Opolu. Następnie studiował na Wydziale Filozoficznym Uniwersytetu Wrocławskiego. W czasie studiów był aktywnym członkiem Towarzystwa Literacko-Słowiańskiego oraz Koła Górnoślązaków, które przekształcił w Towarzystwo Polskich Górnoślązaków. W 1864 przeniósł się na Wydział Teologiczny, lecz wkrótce został wcielony do wojska i wziął udział w wojnie duńsko-pruskiej. 
W 1867 roku otrzymał święcenia kapłańskie i objął wikariat w Opolu. W 1870 przeniósł się do Kościerzyny na Pomorzu, gdzie przez 13 lat pełnił funkcję dyrektora Katolickiego Seminarium Nauczycielskiego. W 1884 powrócił na Górny Śląsk i pracował na stanowisku dyrektora Seminarium Nauczycielskiego w Opolu. Był czynnym członkiem Związku Opolskiej Inteligencji Philomatia.
Przyjaźnił się z Karolem Miarką starszym. W 1891 roku przeszedł na emeryturę i zamieszkał w Pilchowicach, gdzie zmarł.

## Twórczość
Konstanty Damrot publikował swoje dzieła pod pseudonimem Czesław Lubiński, dzięki czemu uniknął prześladowań ze strony władz pruskich. Książka Szkice z ziemi i historii Prus Królewskich wydana w Gdańsku w roku 1886 wzbudziła niepokój władz, które nie mogąc zidentyfikować autora, osadziły w więzieniu wydawcę „za wyszydzanie kościoła protestanckiego, obrazę rejencji oraz podsycanie nienawiści plemiennej” oraz skonfiskowały cały nakład książki.
Poezje Damrota ukazywały się w kalendarzach oraz czasopismach, m.in. w „Chacie”, „Dzienniku Chicagoskim” i „Pielgrzymie”. Był autorem popularnej pieśni patriotycznej „Długo nasz Śląsk ukochany...” śpiewanej na melodię polskiego hymnu narodowego oraz antybismarckowskiej fraszki „Przemoc i prawo”.

## Dzieła

### Zbiory poetyckie
- „Wianek z Górnego Śląska”, wyd. Ignacy Danielewski, Chełmno 1867
- „Z podróży” (1867)
- 2-tomowy zbiór wierszy patriotycznych „Z niwy ślązkiej: wiersze Czesława Lubińskiego” (1893) Katolik, Bytom. (także wydanie: Z niwy śląskiej: wiersze. Wyd. K. Miarka, 1922 Mikołów oraz Z niwy śląskiej Wyd. Katowice: BŚ, 1995 (Dąbrowa Górnicza: „Violet”)).

### Książki religijne
- Opis Ziemi Świętej: do użytku szkólnego i prywatnego (1873). Gdańsk: H. F. Boenig
- Obrazki misyjne z wszystkich krajów i wieków (1873) Gdańsk: H. F. Boenig
- „Dzieje Starego i Nowego Testamentu” (1876) (także wyd.: Dzieje biblijne Starego i Nowego Testamentu dla szkół katolickich. Wyd. K. Miarka, 1922 Mikołów)[5]
- „Prosty wykład dziejów Starego i Nowego Testamentu: katechetom, nauczycielom i rodzicom chrześciańskim ofiaruje K. Damroth” (1876), Pelplin, S. Roman

### Historia
- Szkice z ziemi i historyi Prus Królewskich: listy z podróży odbytej przez Czesława Lubińskiego (1886)
- Szkice z ziemi i historyi Prus Królewskich: listy z podróży, 1999, Wyd. Śląsk, Katowice)
- Die älteren Ortsnamen Schlesiens, ihre Entstehung und Bedeutung: mit einem Anhange über d. schles.-polonischen Personennamen: Beiträge zur schlesischen Geschichte u. Volkskunde (pol. Najstarsze nazwy miejscowości Śląska, ich powstanie i znaczenie) (1896) Beuthen O.-S.: F. Kasprzyk (Beuthen O.-S.: Druk. Katolika).

## Upamiętnienie
Patron szkół podstawowych w Lubecku (okolice Lublińca) i w Rudzie Śląskiej oraz ulic w:

- Bielsku-Białej
- Bytomiu
- Chorzowie
- Gliwicach
- Głogówku
- Kaletach
- Katowicach
- Kędzierzynie-Koźlu
- Kluczborku
- Lublińcu
- Krapkowicach
- Mikołowie
- Mysłowicach
- Nysie
- Opolu
- Piekarach Śląskich
- Prudniku
- Pszczynie
- Radlinie
- Rudzie Śląskiej
- Rybniku
- Siemianowicach Śląskich
- Tychach
- Wrocławiu
- Zabrzu
- Zwonowicach